# ŠNK Podovi Dvor
ŠNK Podovi je nogometni klub iz Dvora.

## Povijest
Prvobitni nogometni klub iz Dvora se zvao Jedinstvo i to ime je nosio od 1946. do 1995. godine. 
Športski nogometni klub Podovi osnovan je 2004. godine, a natječe se u 2. ŽNL Sisačko-moslavačkoj. Boja dresova ŠNK Podovi je žuto-zelena. U klubu, u mlađim kategorijama, trenira više od 120 djece.  
Do sezone 2014./15. nastupao je u 1. ŽNL Sisačko-moslavačkoj, kada zauzima posljednje mjesto i ispada u 2. ŽNL Sisačko-moslavačku.

## Vanjske poveznice
- Službene stranice Općine Dvor - ŠNK Podovi Dvor  Arhivirana inačica izvorne stranice od 23. lipnja 2019. (Wayback Machine)
- Nogometni Savez Sisačko-moslavačke županije